# Wiesław Śladkowski
Wiesław Andrzej Śladkowski (né le 28 février 1935 à Grajewo en Pologne) est un historien polonais, professeur d’université, aujourd’hui émérite de l’Université Marie Curie-Skłodowska (UMCS) de Lublin. Il a notamment exercé les fonctions de directeur de l’Institut d’Histoire de l’UMCS (1977-1978), de chef du Département d’Histoire Moderne (2001-2005), ainsi que de membre du Sénat universitaire en tant que délégué de la Faculté des Lettres.

## Biographie
Il effectue sa scolarité à l’école primaire puis au prestigieux Lycée Jan Długosz de Nowy Sącz. Désireux d’étudier l’histoire, il passe avec succès l’examen d’entrée à l’Université Jagellonne, mais est réorienté d’office vers l’Université Marie Curie-Skłodowska à Lublin. En 1955, alors qu’il participe à des fouilles archéologiques sous la direction de Jan Gurba et Jan Kowalczyk, il publie son premier article intitulé Quatre mille ans à Klementowice (Kultura i Życie, n° 22, p. 3). L’année suivante, il soutient son mémoire de maîtrise, dirigé par le professeur Henryk Zins, sur l’organisation et la composition sociale et religieuse de la diète régionale de Lublin entre 1571 et 1648.
Après ses études, il commence sa carrière au sein des Archives d’État régionales de Lublin, période durant laquelle il noua des liens avec des historiens éminents tels qu’Adam Kersten, Marian Henryk Serejski, Henryk Wereszycki et le père Mieczysław Żywczyński. En 1959, il devient assistant scientifique du professeur Juliusz Willaume au Département d’Histoire Moderne Générale de l’UMCS. Il soutient sa thèse de doctorat sur La colonisation allemande dans le sud-est du Royaume du Congrès entre 1815 et 1915, publiée en 1969.
Boursier du gouvernement français en 1969, il soutient son habilitation le 19 décembre 1973, consacrée à «L’opinion publique française face à la question polonaise de 1914 à 1918», publiée en 1976. Il retourne en France en 1976-1977 grâce à une bourse de l’École des Hautes Études en Sciences Sociales (EHESS) et du ministère français des Affaires étrangères. Il obtient le titre de professeur associé en 1982, puis celui de professeur titulaire en 1992.
Il est l’auteur d’environ quatre cents publications — articles, études collectives et ouvrages — parmi lesquels des biographies polonaises de Georges Clemenceau et de Ferdinand Foch. Ses recherches portent principalement sur l’histoire de Lublin et de la région de Lublin, notamment sur les dimensions politiques et culturelles de la seconde moitié du XIXe siècle, avec un intérêt particulier pour l’insurrection de Janvier. Il s’est également consacré à l’histoire de la France, aux relations franco-polonaises et à l’histoire des Polonais en France.
Dans les années 1960, il fait partie d’une équipe de quatre historiens (avec Tadeusz Mencel, Józef Tomczyk et Zygmunt Mańkowski) ayant préparé une anthologie de mémoires de participants à l’insurrection de Janvier dans la région de Lublin. Il y publie les souvenirs du capitaine de cavalerie nationale Antoni Migdalski («L’Insurrection de Janvier dans la région de Lublin. Mémoires», Wydawnictwo Lubelskie, 1966). Pour des raisons de censure, les mémoires de Kazimierz Gregorowicz, également édités par Śladkowski, ne furent pas inclus et ne virent le jour qu’en 1984 (Aperçu des principaux événements dans la voïvodie de Lublin en 1861, Wydawnictwo Lubelskie). Des années plus tard, il publie aussi une monographie sur cette figure: «Kazimierz Gregorowicz. Chef civil de la voïvodie de Lublin en 1863 et défenseur de l’union polono-ukrainienne» (Varsovie, 2020, ISBN 978-83-953065-2-5).
En 2005, à l’occasion du 50e anniversaire de son activité scientifique, un volume d’hommage lui est dédié sous le titre Vers l’Indépendance. Chemins polonais et français 1795-1918», sous la direction de Małgorzata Willaume. Ce recueil, publié par les éditions de l’Université Marie Curie-Skłodowska, contient une bibliographie de ses travaux, une liste des mémoires et thèses dirigés par lui, ainsi que des articles sur l’histoire de la Pologne et de la France  (ISBN 83-227-2378-4).
Le 13 mars 2025, une cérémonie est organisée à la Bibliothèque Publique Régionale Hieronim Łopaciński de Lublin à l’occasion de son 90e anniversaire et de ses 70 ans d’activité scientifique. L’événement est accompagné de la présentation de son dernier ouvrage De l’indépendance perdue à l’indépendance retrouvée (2025), salué dans une allocution par le professeur Wiesław Caban de l’Université Jan Kochanowski de Kielce.
Il réside dans le quartier de Węglin Południowy, à Lublin (Voïvodie de Lublin), en Pologne.

## Publications
- «La colonisation allemande dans la partie sud-est du Royaume du Congrès 1815–1915» [«Kolonizacja niemiecka w południowo-wschodniej części Królestwa Polskiego w latach 1815–1915»], Wydawnictwo Lubelskie, Lublin 1969.

- «L’opinion publique française face à la question polonaise pendant la Première Guerre mondiale 1914–1918» (résumé de l’habilitation) [«Opinia publiczna we Francji wobec sprawy polskiej podczas pierwszej wojny światowej 1914–1918»], Université Marie Curie-Skłodowska, Faculté des Lettres, Lublin 1973; version augmentée: «L’opinion publique française face à la question polonaise dans les années 1914–1918» [«Opinia publiczna we Francji wobec sprawy polskiej w latach 1914–1918»], Zakład Narodowy im. Ossolińskich – Éditions de l’Académie polonaise des sciences, Wrocław–Varsovie–Cracovie–Gdańsk 1976 (série: «Société scientifique de Lublin, Travaux de la Faculté des Lettres», Monographies, tome V; rapporteurs: Janusz Pajewski, Juliusz Willaume).

- «L’émigration polonaise en France 1871–1918» [«Emigracja polska we Francji 1871–1918»], Wydawnictwo Lubelskie, Lublin 1980,  (ISBN 83-222-0147-8).

- «Les Polonais en France» [«Polacy we Francji»], série: «Z dziejów Polonii», Centre culturel et éducatif polonais de l’UMCS et Association de liaison avec la Polonia à l’étranger «Polonia», Wydawnictwo Polonia, Lublin 1985.

- «Georges Clemenceau – Le Vieux Tigre» [«Georges Clemenceau – Stary Tygrys»], Wydawnictwo Łódzkie, Łódź 1988,  (ISBN 83-218-0654-6) ; 2e édition revue et augmentée: «Le Père de la Victoire – Georges Clemenceau» [«Ojciec Zwycięstwa – Georges Clemenceau»], Éditions de l’Université Marie Curie-Skłodowska, Lublin 1998,  (ISBN 83-227-1231-6).

- «Aperçu historique de l’émigration polonaise» [«Wychodźstwa polskiego zarys dziejowy»], série: «Conférences publiques de l’UMCS», UMCS – AWH Agencja Wydawniczo-Handlowa Antoni Dudek, Lublin 1994,  (ISBN 83-859-7608-6).

- «Une petite île polonaise en France. Chez Maria et Henryk Gierszyński à Ouarville 1878–1930» [«Wysepka polska we Francji. U Marii i Henryka Gierszyńskich w Ouarville 1878–1930»], Éditions de l’Université Marie Curie-Skłodowska, Lublin 2005,  (ISBN 83-227-238-57).

- «Esquisses franco-polonaises, XIXe–XXe siècles» [«Szkice polsko-francuskie XIX–XX wiek»], préface de Małgorzata Willaume, Bibliothèque publique régionale Hieronim Łopaciński, Lublin 2015,  (ISBN 978-83-86361-48-9).

- «Ferdinand Foch. Maréchal de trois nations: la France, le Royaume-Uni, la Pologne» [«Ferdinand Foch. Marszałek trzech narodów: Francji, Wielkiej Brytanii, Polski»], Drukarnia Tekst sp. j., Lublin 2018,  (ISBN 978-83-63693-31-2).

- «Kazimierz Gregorowicz. Chef civil de la voïvodie de Lublin en 1863 et défenseur de l’union polono-ukrainienne» [«Kazimierz Gregorowicz. Naczelnik cywilny województwa lubelskiego w 1863 r. i orędownik unii polsko-ukraińskiej»], Wydawnictwo Poznanie Władysław Sokołowski, Varsovie 2020,  (ISBN 978-83-953065-2-5).

- «De l’indépendance perdue à l’indépendance retrouvée. Études et esquisses historiques» [«O utraconej i odzyskiwanej Niepodległości. Studia i szkice historyczne»], Wydawnictwo Poznanie Władysław Sokołowski, Varsovie–Lublin 2025,  (ISBN 978-83-973092-1-0).

## Distinctions
- Croix d'officier de l'ordre de Polonia Restituta (30 octobre 1988).